# Puig de la Gatonera
El Puig de la Gatonera és una muntanya de 734 metres que es troba entre els municipis de la Vall d'en Bas i de Sant Feliu de Pallerols, a la comarca catalana de la Garrotxa.